# Darboğaz, Selim
Darboğaz là một xã thuộc huyện Selim, tỉnh Kars, Thổ Nhĩ Kỳ. Dân số thời điểm năm 2010 là 257 người.